# Rangeli

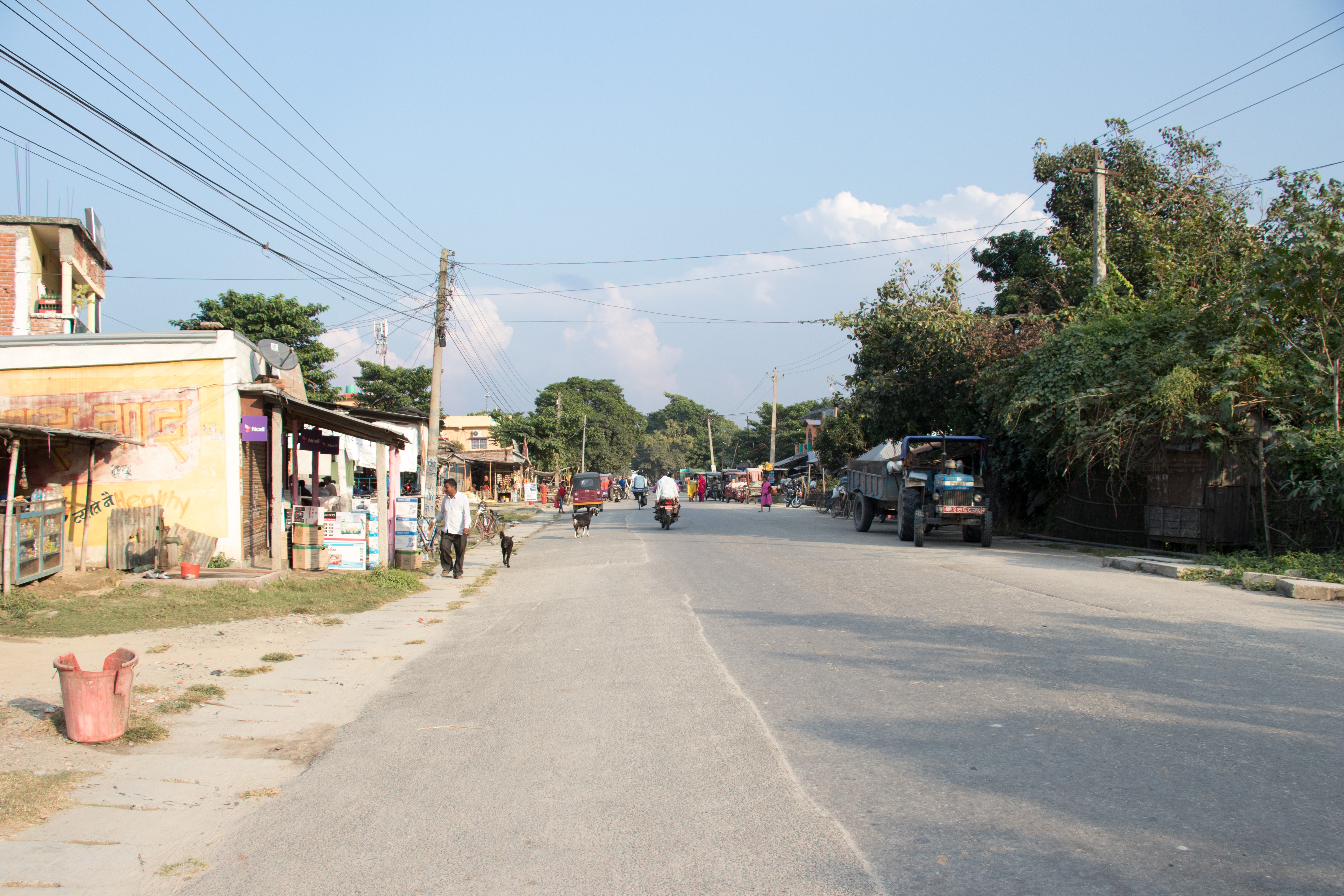
Rangeli

Rangeli (Nepali रङ्गेली Rangeli) ist eine Stadt (Munizipalität) im östlichen Terai Nepals im Distrikt Morang.
Rangeli befindet sich 25 km östlich von Biratnagar an der Grenze zu Indien.
Die Stadt entstand 2014 durch Zusammenlegung der Village Development Committees Amgachhi, Rangeli und Takuwa.
Das Stadtgebiet umfasst 44,3 km².

## Einwohner
Bei der Volkszählung 2011 hatten die VDCs, aus welchen die Stadt Rangeli entstand, 28.516 Einwohner (davon 14.055 männlich) in 6119 Haushalten.